# Vriesea bicolor
Vriesea bicolor är en gräsväxtart som beskrevs av Lyman Bradford Smith. Vriesea bicolor ingår i släktet Vriesea och familjen Bromeliaceae. Inga underarter finns listade i Catalogue of Life.